# هارکرس آیلند (کارولینای شمالی)
هارکرس آیلند (به انگلیسی: Harkers Island) شهری در ایالت کارولینای شمالی کشور ایالات متحده آمریکا است که جمعیت آن در سرشماری سال ۲۰۱۰ میلادی، ۱٬۲۰۷ نفر بوده‌است.